# Кубок Імператора Японії з футболу 2019
Кубок Імператора Японії з футболу 2019 — 99-й розіграш кубкового футбольного турніру в Японії. Титул володаря кубка вперше здобув Віссел Кобе.

## Календар
| Раунд        | Дата               | Матчі | Клуби   |
| ------------ | ------------------ | ----- | ------- |
| Перший раунд | 25-26 травня 2019  | 24    | 88 → 64 |
| 1/32 фіналу  | 3-10 липня 2019    | 32    | 64 → 32 |
| 1/16 фіналу  | 14 серпня 2019     | 16    | 32 → 16 |
| 1/8 фіналу   | 18-25 вересня 2019 | 8     | 16 → 8  |
| 1/4 фіналу   | 23 жовтня 2019     | 4     | 8 → 4   |
| 1/2 фіналу   | 21 грудня 2019     | 2     | 4 → 2   |
| Фінал        | 1 січня 2020       | 1     | 2 → 1   |

## 1/8 фіналу
| Команда 1            | Рахунок       | Команда 2             |
| -------------------- | ------------- | --------------------- |
| 18 вересня 2019      |               |                       |
| Віссел Кобе          | 3:2           | Кавасакі Фронтале     |
| Санфрече Хіросіма    | 1:1 пен. 9:10 | Ойта Трініта (2)      |
| Саган Тосу           | 4:2           | Сересо Осака          |
| Джубіло Івата        | 1:1 пен. 3:4  | Сімідзу С-Палс        |
| В-Варен Нагасакі (2) | 2:1           | Вегалта Сендай        |
| Ванфоре Кофу (2)     | 2:1 дч        | Університет Хосей (У) |
| 25 вересня 2019      |               |                       |
| Касіма Антлерс       | 4:1           | Йокогама Ф. Марінос   |
| Урава Ред Даймондс   | 0:2           | Хонда (4)             |

## 1/4 фіналу
| Команда 1            | Рахунок | Команда 2        |
| -------------------- | ------- | ---------------- |
| 23 жовтня 2019       |         |                  |
| Віссел Кобе          | 1:0     | Ойта Трініта (2) |
| Саган Тосу           | 0:1     | Сімідзу С-Палс   |
| В-Варен Нагасакі (2) | 2:1     | Ванфоре Кофу (2) |
| Касіма Антлерс       | 1:0     | Хонда (4)        |

## 1/2 фіналу
| Команда 1      | Рахунок | Команда 2            |
| -------------- | ------- | -------------------- |
| 21 грудня 2019 |         |                      |
| Віссел Кобе    | 3:1     | Сімідзу С-Палс       |
| Касіма Антлерс | 3:2     | В-Варен Нагасакі (2) |

## Фінал
| 1 січня 2020 7:35 (EEST) |

| Віссел Кобе                 | 2:0      | Касіма Антлерс |
| --------------------------- | -------- | -------------- |
| Інукай 18' (аг) Фуїмото 38' | Протокол |                |

| Новий національний стадіон, Токіо Глядачів: 57 597 Арбітр: Сато Рюдзі |